# Río Avisio
El Avisio es un río italiano (un torrente), un afluente por la izquierda del Adigio, cuyo curso está en el Trentino. Tiene un recorrido de 89,4 km.
Surge en la Marmolada y recorre el Val di Fassa, el Val di Fiemme y el Val di Cembra antes de unirse al Adigio en la ciudad de Lavis, una pequeña ciudad 8 kilómetros al norte de Trento.